# Murten
Murten (németül, IPA: [ˈmuːɐ̯tn̩] kiejtéseⓘ; franciául: Morat, IPA: [mɔʁa]; frankoprovanszálul: Morât, IPA: [mɔˈʁa] kiejtéseⓘ; latinul: Muratum) község Svájcban, Fribourg kantonban. A Murteni-tó keleti partján található.

## Történelem
Az terület első lakói a kelták voltak. A település neve a kelta mori (tó) dunum (vár) szóból jött létre. 515-ben a város neve Hof muratum, 1228-ban Murat.
1255-ben II. Savojai Péter herceg elfoglalta a települést, amely 1475-ig az ő és leszármazottainak, a Savoyai-ház kezén maradt. Ezután főúri birtok lett. 1416-ban nagy tűzvész volt a városban, a károk jelentősek voltak.
1476. június 22-én a városban zajlott egy véres ütközet, amelynek során a svájciak vereséget mértek Merész Károly burgundiai herceg hadaira. A Bubenberg vezérlete alatt álló 1400 berni 10 napig védekezett Károly katonái ellenében. A csatában elesettek sírja felett a kanton 1822-ben egy obeliszket állított föl.
1530-ban jelent meg a reformáció, amely ma is meghatározó Murtenben.

## Nyelvek
A lakosság 76,5%-a német, 12,8%-a francia és 2%-a olasz anyanyelvű.

## Látnivalók
- A Murtenről elnevezett tó 9,5 km hosszú, 3,5 km széles, 49 méter mély és tengerszint felett 435 méter magasságban. A Broye folyik át rajta. Cölöpépítmények maradványait találták benne.
- Óváros templomokkal
- Főutca

## Híres emberek
- Itt született Alexander Schweizer svájci református teológus (1808–1888)